# Novatus Rugambwa
Novatus Rugambwa (nacido el 8 de octubre de 1957) es un prelado tanzano de la Iglesia católica y diplomático de la Santa Sede.

## Biografía
Novatus Rugambwa nació el 8 de octubre de 1957 en Bukoba, Tanzania, y fue ordenado sacerdote el 6 de julio de 1986 para la diócesis de Bukoba. Es licenciado en derecho canónico. En 1987 fue admitido en la Pontificia Academia Eclesiástica para estudiar diplomacia.
Rugambwa ingresó al servicio diplomático de la Santa Sede el 1 de julio de 1991 y sirvió en las misiones diplomáticas pontificias en Panamá, República del Congo, Pakistán, Nueva Zelanda e Indonesia. Fue nombrado subsecretario del Pontificio Consejo para la Pastoral de los Migrantes e Itinerantes el 28 de junio de 2007.
El 6 de febrero de 2010 fue nombrado arzobispo titular de Tagaria y nuncio apostólico en Santo Tomé y Príncipe. También fue nombrado nuncio apostólico en Angola el 20 de febrero de 2010. Su consagración episcopal tuvo lugar el 18 de marzo de 2010; El cardenal Tarcisio Bertone fue el consagrante principal, con los obispos Pier Giorgio Micchiardi y Nestorius Timanywa, como co-consagradores principales.
El Papa Francisco lo nombró nuncio en Honduras el 5 de marzo de 2015.
El 29 de marzo de 2019, el Papa Francisco nombró a Rugambwa nuncio apostólico en Nueva Zelanda y delegado apostólico para los países del Océano Pacífico. El 25 de mayo se le asignaron las responsabilidades de Nuncio Apostólico en Fiji y Palaos. El 30 de noviembre se le dio responsabilidad adicional como Nuncio Apostólico en las Islas Marshall, Kiribati, Nauru y Tonga. El 17 de abril de 2020, también fue nombrado Nuncio Apostólico en Samoa. El 2 de febrero de 2021, Rugambwa fue nombrado Nuncio Apostólico en las Islas Cook, cargo que estaba vacante desde 2018, y el 30 de marzo para Micronesia.